# Boogarins
Boogarins sind eine brasilianische Psychedelic-Rock-Band. Die Band ist nach einer Jasminblüte benannt.

## Geschichte
Die Band wurde 2012 in Goiânia von den beiden Musikern Dinho Almeida (Gesang, Rhythmusgitarre) und Benke Ferraz (Gitarre) gegründet. Beide kannten sich schon seit ihrer Kindheit. Später kamen Hans Castro (Schlagzeug) und Raphael Vaz (Bass) hinzu. 2014 ersetzte Ynaiã Benthroldo Castro.
Die erste zuhause aufgenommene EP As Plantas Que Curam erschien 2013, als Almeida und Ferraz noch zur Schule gingen. Nach der Veröffentlichung erhielt die Band einen Plattenvertrag beim Label Other Music. Ihr Debütalbum As Plantas Que Curam erschien noch 2013. Ein zweites Album folgte 2015. Das dritte Album Lá Vem a Morte wurde auf YouTube veröffentlicht.

## Diskografie
Alben
- 2013: As Plantas Que Curam
- 2015: Manual ou Guia Livre de Dissolução dos Sonhos
- 2017: Lá Vem a Morte

EPs
- 2013: As Plantas Que Curam